# Бергейк
Бергейк (нидерл. Bérgààjk) — крупное поселение и муниципалитет Бергейк. До 1998 года было известно под названием «Bergeyk». На сегодняшний день позиционируется как сельскохозяйственное поселение, однако, в последнее время туризм приобретает всё большее значение. По состоянию на 1 января 2015 года, численность населения — 8861 человек. Язык общины — голландский.

## История
Первые упоминания о поселениях на этой территории относится к 1137 году, когда община носила название Еха, а в XVI веке Eikelberge. Многие склонны считать, что происхождение названия относиться к языческому культу поклонения деревьям, в нашем случае — дубу. Район, в котором нынче расположен современный Бергейк был обитаемым со времён каменного века, о чем свидетельствуют многие археологические находки, к примеру, множество курганов. Многие исследования были совершены археологом-любителем Петрусом Панкеном (Petrus Panken). Документальное упоминание о селении относится к 1137 году, когда он оказался в списке для торговли товарами между городами Бергейк и Льеж. Владения изначально принадлежали семье Van Eijk, а позже герцогу Брабанта. Все церкви окрестных деревень были подчинены Церкви Святого Петра в Бергейке (Sint-Petruskerk), но постепенно получили независимость для приходов. Около 1000 года в селении уже была деревянная церковь, которую впоследствии заменили выстроенной из вулканического туфа. Что касается городов в Нидерландах, то их расцвет произошёл в X—XII веках. В 1331 году Жан III (герцог Брабанта), даровал вольности и привилегии города для жителей Бергейка и Вестерховена. В Средние века официально городом считалось поселение, получившее от властей статус города, закрепленный особыми грамотами, имеющее внешние атрибуты — стены, ров, укрепления, много улиц, жителей, ратушу, собор, церкви, большие здания, порт, рынки, административные учреждения, скопление властей, уличную толпу. Это право было подтверждено в 1544 году императором Карлом V. Бергейк, Вестерховен, Рейтовен в 1468 году получили право самостоятельно выбирать старейшин, однако, впоследствии Карл Смелый добился права назначать собственных старейшин. Существуют сведения о замке около селения. В 1587 году замок был разрушен в результате Восьмидесятилетней войны. Развалины можно было встретить вплоть до XIX века. В 1648 году проповедование католической религии было запрещено и в течение длительного времени и католики были вынуждены посещать пограничные церкви на территориях, которые не принадлежат Генеральным Штатам Голландской Республики. Тем не менее, в 1798 году католикам были возвращены их церкви и к 1812 году протестанты и католики имели свои отдельные церкви. В XIX веке, город Бергейк был представлен производством металлической посуды, молочной и ткацкой продукцией (последняя была упразднена в 2007 году и с тех пор ткацкие изделия встречаются только на местных выставках).

## География

### Расположение и рельеф
Всецело, территория Нидерландов может быть разделена на две области: низкие и плоские земли на западе и севере, и земли с небольшими холмами на востоке и юге. Бергейк относится ко второму варианту. Обширные территории лежат в предгорьях Арденнских гор. Арденнские горы представляют собой западную оконечность Рейнских Сланцевых гор. Как и большинство земель Нидерландов, Бергейк всецело равнинная территория, однако находясь гораздо выше уровня моря, не дает возможности строить так много каналов как в остальных районах страны. Территория в своем большинстве покрыта лесными массивами, которые, несмотря на человеческую жизнедеятельность, не уменьшается. По территории проходит река Маас. Климат умеренный, прохладное лето и мягкая зима. На юге граничит с Бельгией.

### Геологическое строение
В районе Дельты Мааса представлена аллювиальными отложениями, а также известняками, мергелями и мелом, позднего мезозоя, палеогена и неогена, с которыми связаны месторождения каменного и бурого угля.

### Топография

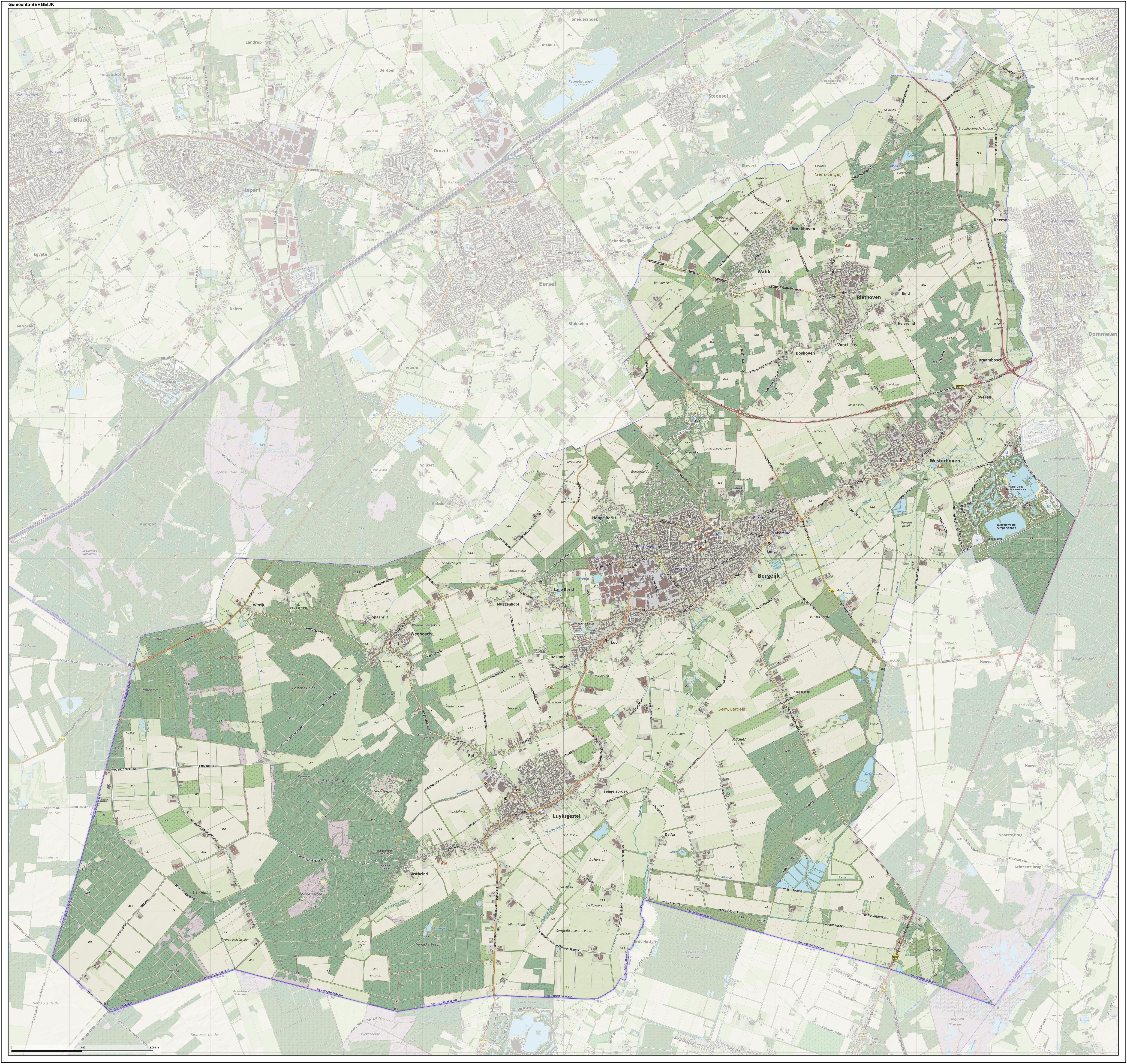
Карта города Бергейк, 2015 г.

## Достопримечательности

### Музеи
- Het Eicha Museum — это музей далёкого прошлого из области археологии. Представлен археологическими объектами от доисторических времён до Средневековья. В наличии есть предметы древних охотников, выполненные из оленьих рогов, костей. Музей расположен в здании визит-центра Teutenhuis, Domineestraat. Центр так же предоставляет информацию о возможности визита курганов региона.
- Небольшой музей Pankenmuseum находится на ул. Akkermuntstraat. Экспозиции представлены наследием археолога-любителя Петруса Панкена (Petrus Panken). Для посещения музея требуется предварительная запись.
- Fietsenmuseum — это частный музей с более чем 100 велосипедами, в качестве экспонатов. Для посещения музея требуется предварительная запись.
- Museum de Sigarenmaker — музей, который имеет статус Национального и Международного. Располагается в здании Teutenhuis и освещает историю ручного производства сигар в Kempenstreek. Открыт — ежедневно, кроме воскресенья, только по предварительной записи.

### Археология
- Около четырёх восстановленых курганов, датированных 1350 годом до Рождества Христового.

### Ветряные мельницы
- Standerdmolen — ветряная мельница в Бергейке. Самая старая запись, которая упоминает наличие мельницы датируется 1330 годом, но нынешняя мельница была построена в XVIII веке, вероятнее всего в 1758 году. В 1897 году в неё ударила молния, после чего она была выведена из строя. Начиная с 1955 года мельница стала собственностью муниципалитета Бергейк. В 1970 она была вновь введена в строй. В последующие десятилетия стальные составляющие мельницы пришли в негодность. В 2003 году производство на мельнице было остановлено, потому что состояние лезвий пришло в негодность. В 2005 мельница была восстановлена и своим внешним видом имитирует построенные в начале XX века.

### Религиозные сооружения
- Sint-Petrus' Bandenkerk of Hofkerk — готический крестообразный храм без башен, но с небольшими сводами. Храм сохранён в первозданном виде и не перестраивался с 1650 года.
- Протестантская кирха Napoleonskerk, выполнена в неоклассическом стиле. Возведена архитектором Питером Виллемсом (Pieter Willems) из Бергейка. В кирхе находится механический орган, выполненный в необарочном стиле в 1963 году, по проекту братьев Van Vulpen из Утрехта. Здание было отреставрировано в 1991 году, также было вставлено два витражных окна. Кирха Napoleonskerk является национальным памятником.
- Часовня Пресвятой Девы Марии Брабантской, около здания суда, построенная в 1934 году, спроектирована Josephus (Jos.) Henricus Antonius Bedaux с командой Студенческой Гильдии Брабанта (молодёжная католическая организация). В 1957 году была установлена каменная статуя Девы Марии взамен ранее существующей гипсовой рамы.

## Знаменитые уроженцы
- Томми ван дер Легте (Tommie van der Leegte) — профессиональный футболист. Выступал за команды: ПСВ, Валвейк, Твенте, АДО Ден Хааг, Вольфсбург, НАК Бреда.

## Галерея

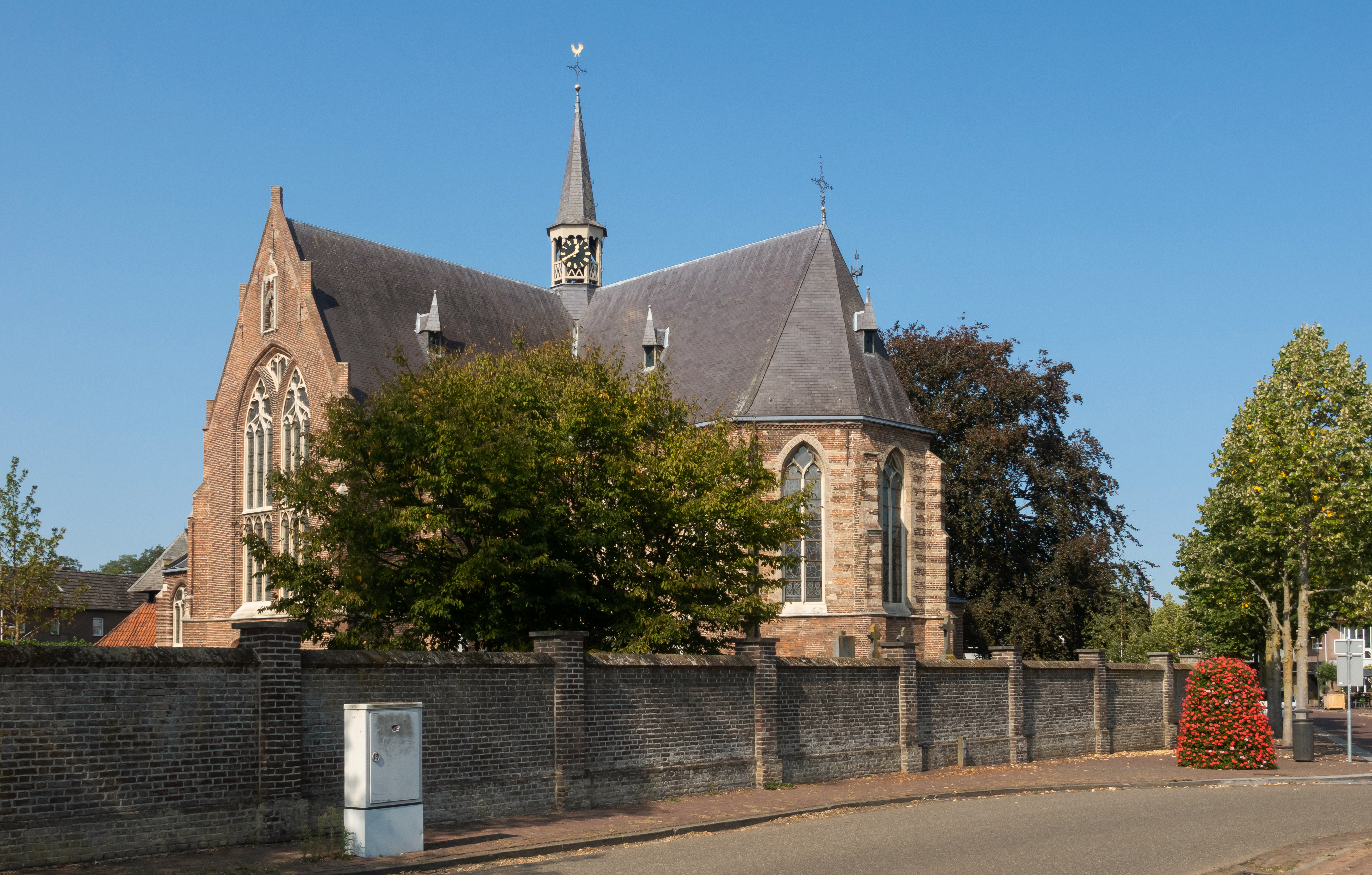
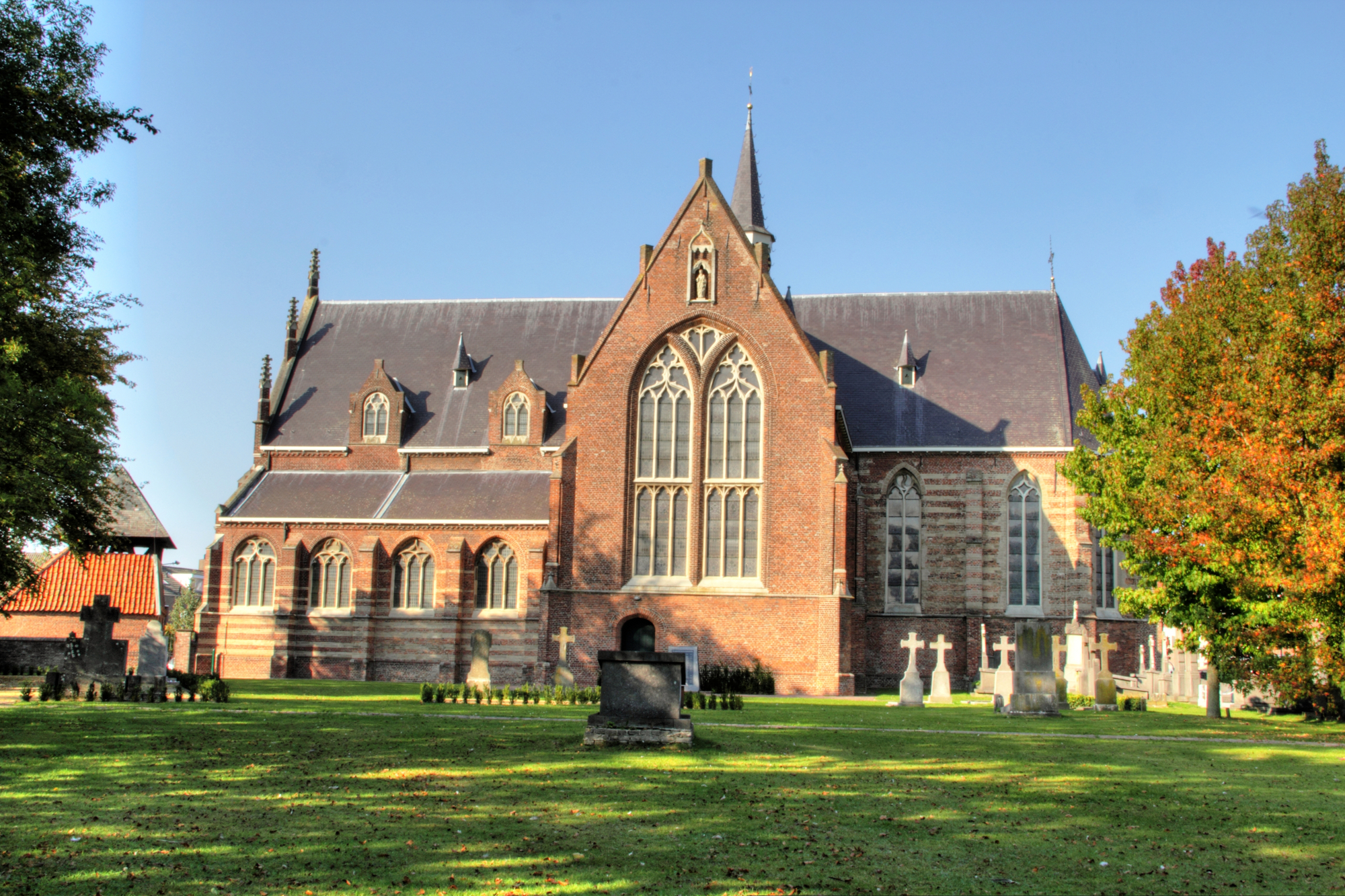
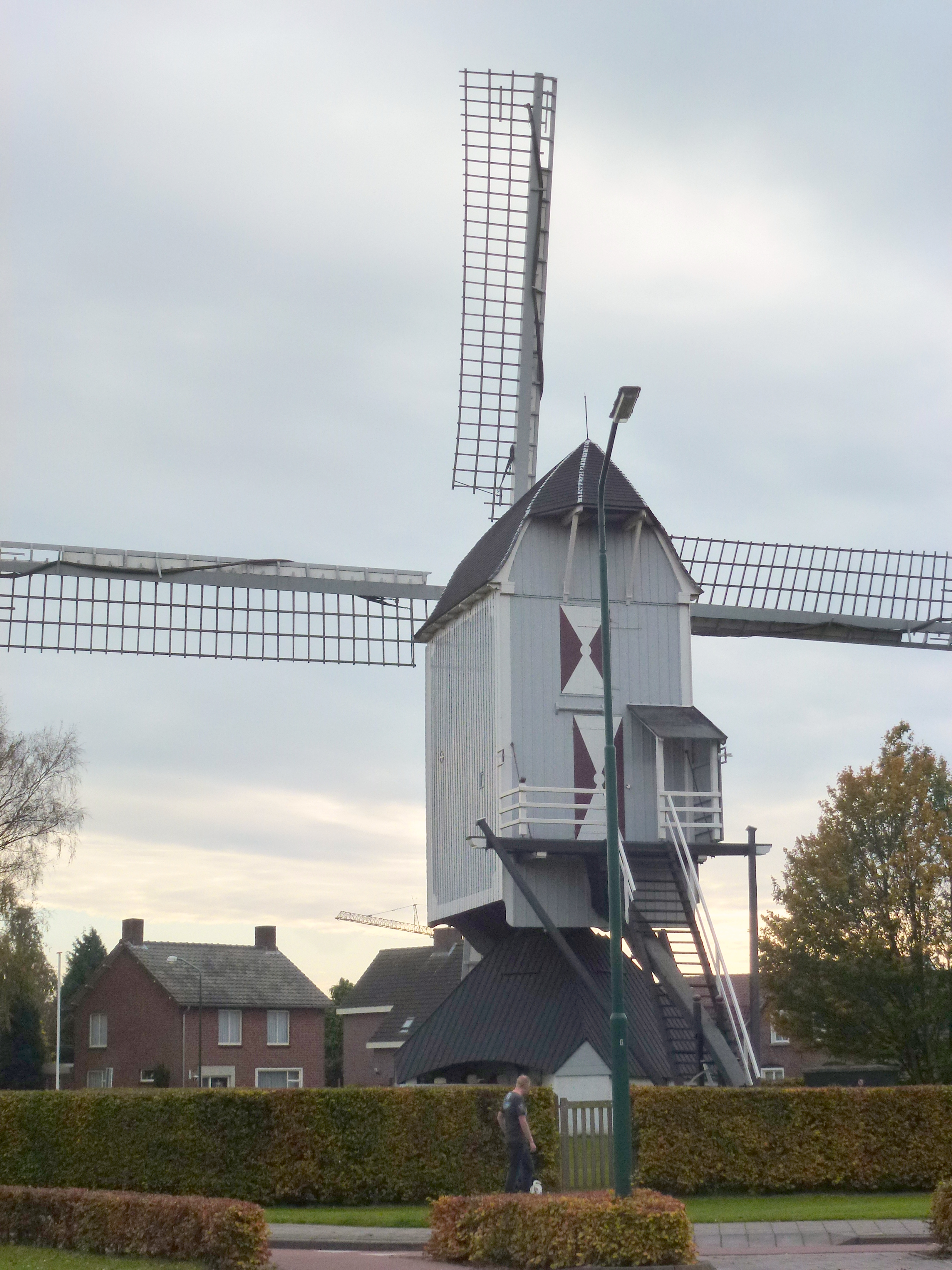
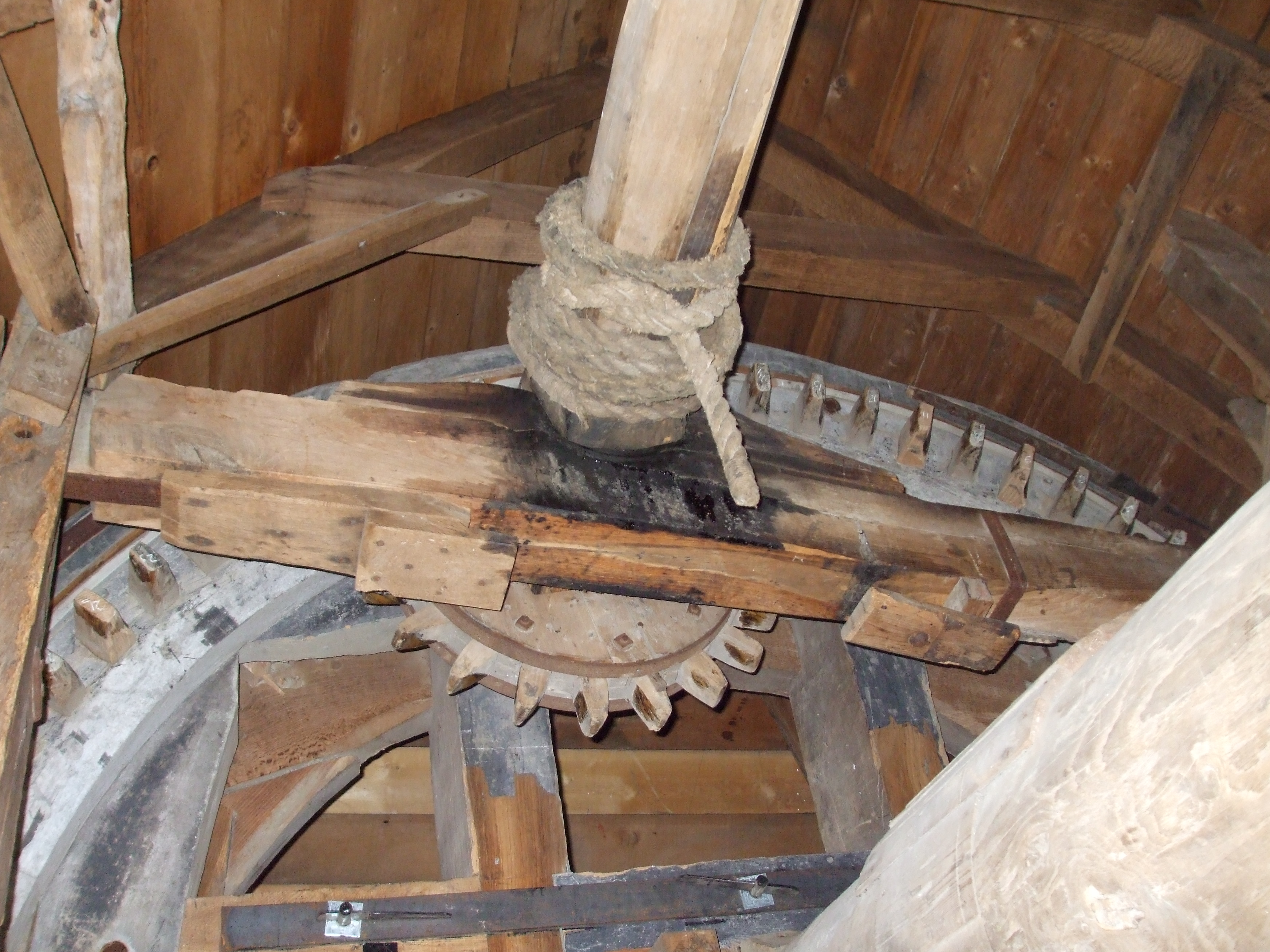
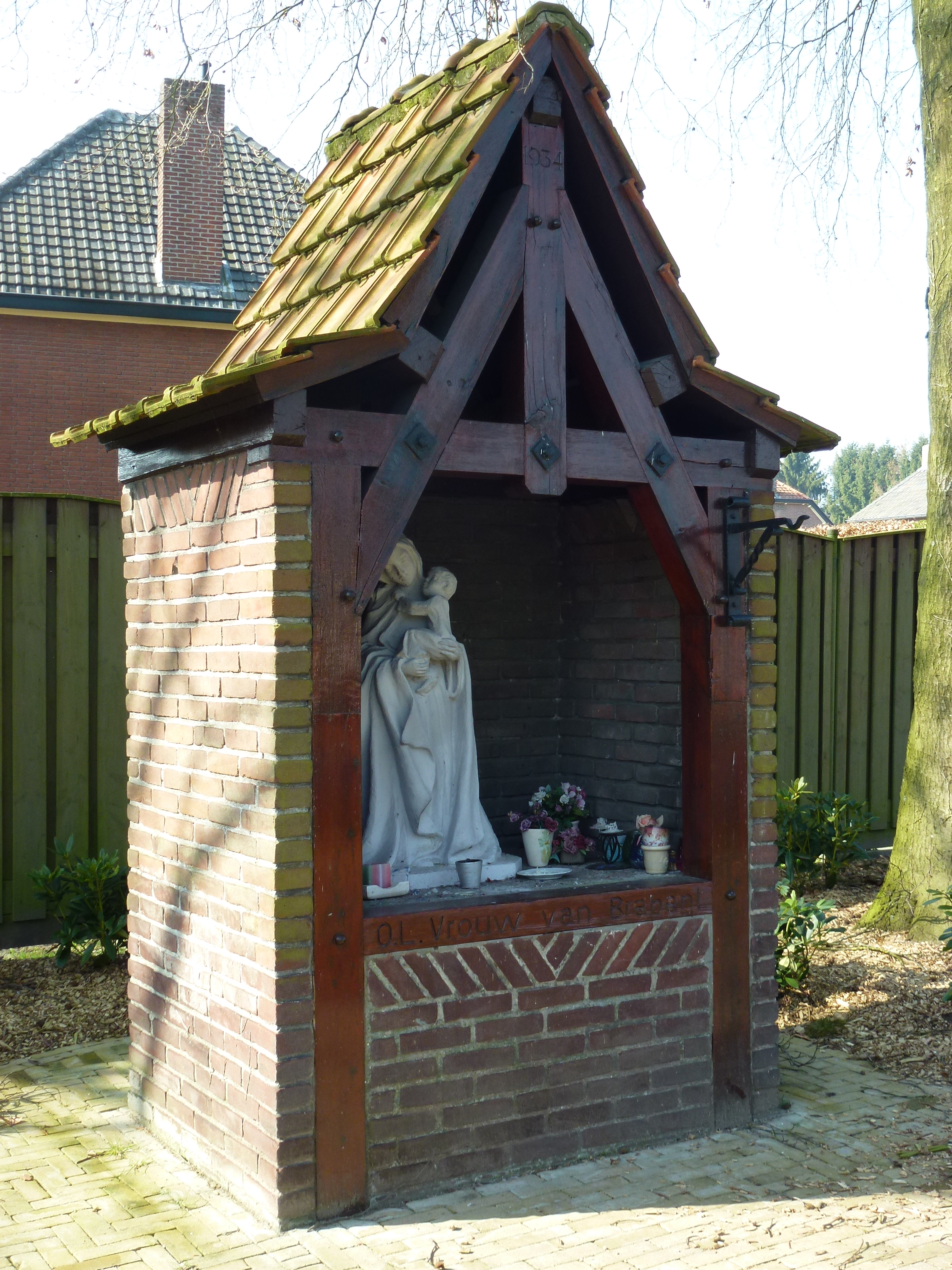
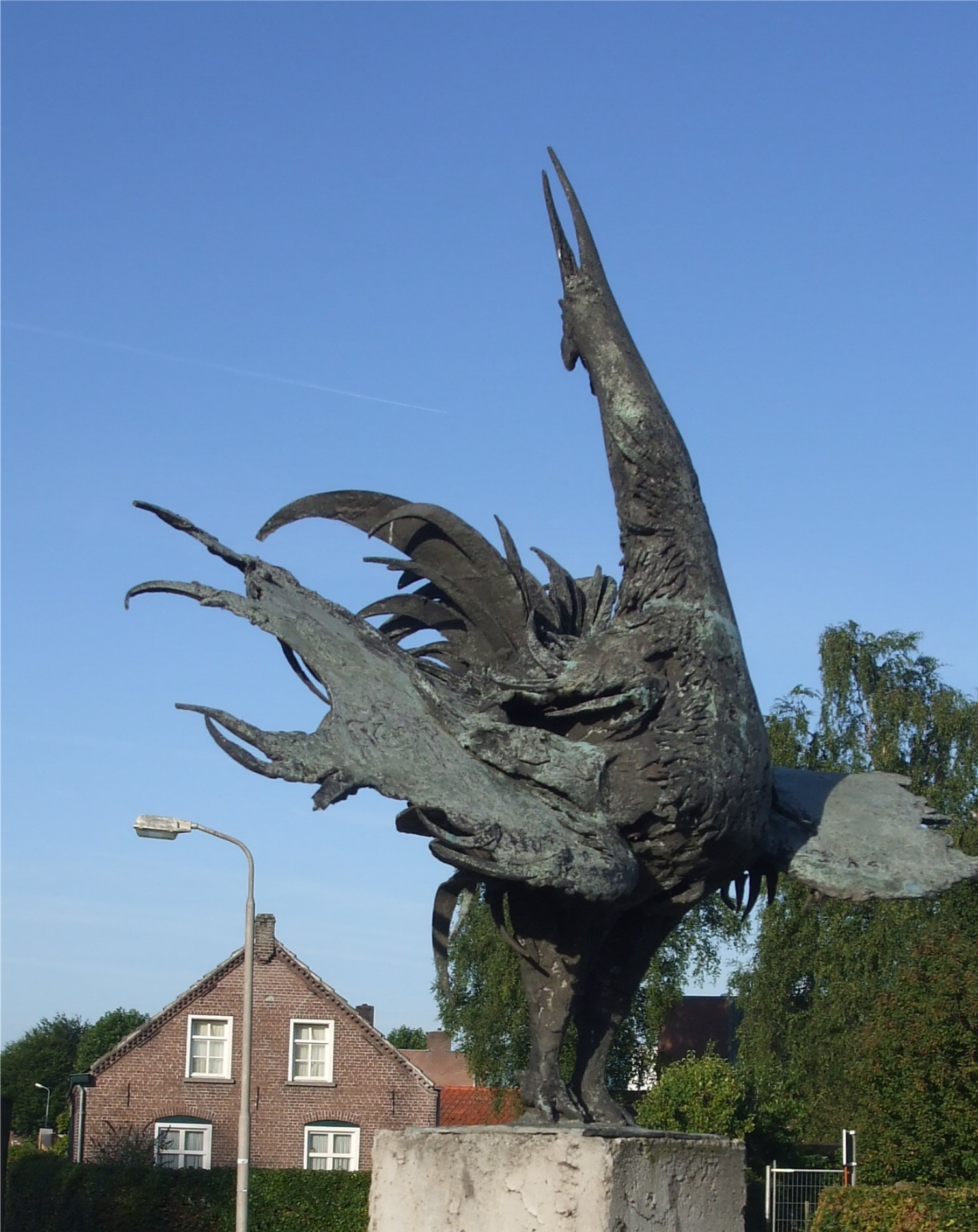
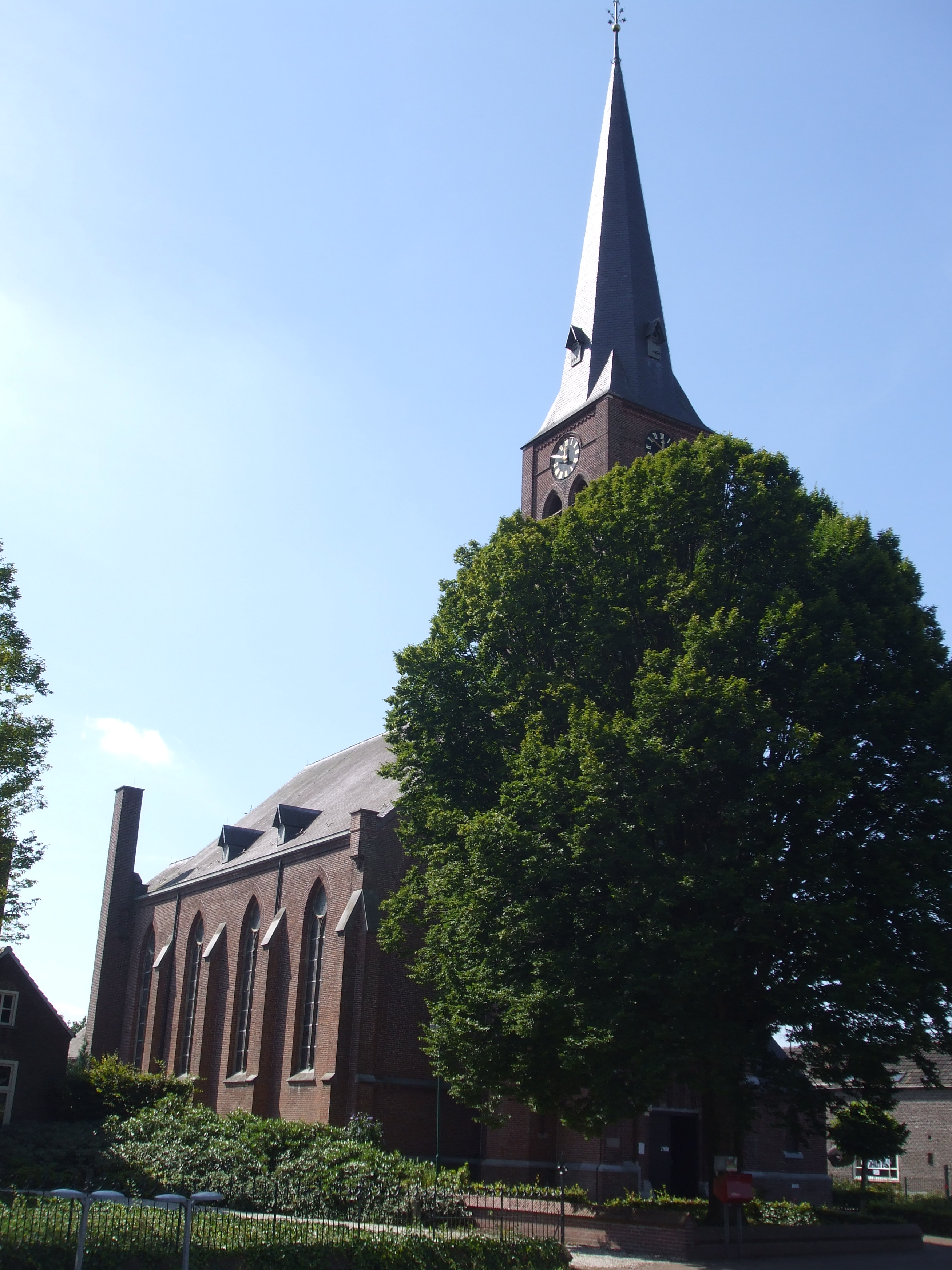